# Tenthredo mandibularis
Tenthredo mandibularis är en stekelart som beskrevs av Fabricius 1804. Tenthredo mandibularis ingår i släktet Tenthredo, och familjen bladsteklar. Arten är reproducerande i Sverige.